# Dalmo Gaspar
Dalmo Gaspar (Jundiaí, 19 de outubro de 1932 — Jundiaí, 2 de fevereiro de 2015) foi um futebolista brasileiro.
Lateral esquerdo titular do bicampeonato mundial de clubes pelo Santos Futebol Clube em 1962 e 1963, foi autor do gol da vitória por 1–0 sobre o Milan que valeu o segundo título mundial em 16 de novembro de 1963, no Maracanã.

## História

### Jogador

#### Início de carreira
Filho de Adelmo Gaspar e dona Maria Trassi Gaspar, na infância, jogava futebol no bairro Vianelo, em Jundiaí. Dalmo começou no futebol competitivo no time juvenil do São Paulo de Jundiaí. Foi campeão da Liga Jundiaiense de Futebol da categoria. Em seguida, foi integrado ao Paulista ao ser profissionalizado no ano de 1951.
No ano seguinte, fez parte do elenco que chegou ao Torneio dos Finalistas do Campeonato Paulista da Segunda Divisão, situação que não levou ao time local ao acesso à elite do futebol estadual.
Foi contratado pelo Guarani em 1954 e jogou na posição de zagueiro. O bom desempenho no time campineiro despertou interesse do Santos no final da temporada de 1956, mas a contratação foi efetivada em outubro de 1957.

#### Santos FC
Dalmo estreou no Peixe no dia 26 de outubro de 1957, na vitória diante do Palmeiras por 4 a 3, no Pacaembu em partida válida pelo Campeonato Paulista.
Começou no Alvinegro Praiano como quarto-zagueiro, mas com a vinda de Formiga acabou deslocado para a lateral-esquerda, apesar de destro.

##### Mundial de 63
Dalmo já era titular absoluto da lateral esquerda do Santos, onde jogava ao lado de Pelé, Pepe, Coutinho, Pagão e outros. Naquela época, o Mundial de Clubes era disputado em uma melhor de três partidas. No primeiro jogo, na Itália, o Milan venceu o time praiano por 4–2. O jogo de volta foi no Maracanã e o Santos venceu pelos mesmos 4–2, forçando a partida de desempate.
Novamente no Maracanã lotado, Santos voltou a vencer, dessa vez em uma disputa mais apertada: 1–0, com gol de Dalmo Gaspar, de pênalti, aos 31 minutos do primeiro tempo.
Em 2008, o bi mundial do Santos completou 45 anos. Na ocasião, em entrevista ao site GloboEsporte.com, Pepe afirmou que era ele quem costumava bater os pênaltis, mas, por amizade e confiança em Dalmo, deixou que o lateral esquerdo cobrasse.
Naquele time estrelado, Dalmo era o único que não havia sido convocado para a Seleção Brasileira e o que recebia o menor salário. O jundiaiense tomou pouca distância e cobrou do lado esquerdo do goleiro. Balzarini acertou o canto, mas não conseguiu pegar.

##### Chuteira de borracha
Como membro de um dos melhores times da história do futebol mundial, Dalmo Gaspar acumula boas histórias para contar. Certa vez, em entrevista, contou que foi o primeiro jogador a utilizar uma chuteira de borracha no Brasil.
Contou ele que, em uma excursão à Europa, Pelé teria ganhado uma chuteira moderna de borracha. O rei do futebol agradeceu, guardou o presente mas, no quarto do hotel, teria desdenhado o calçado e disse que deixaria ali mesmo, sem levar ao Brasil. Colega de quarto de Pelé, Dalmo então pegou a chuteira para si e usou durante a disputa dos campeonatos nacionais.

##### Paradinha
Apesar de ser sempre lembrado pelos maiores jogadores do país por ter tido participação decisiva no título mundial santista, Dalmo foi protagonista de uma polêmica com Pelé.
Durante muito tempo, o jogador jundiaiense garantiu ser ele o inventor da paradinha, forma de cobrar pênalti em que o batedor pára na frente da bola, espera o goleiro cair para um lado, e chuta no outro. Na sabedoria popular, diz-se que Pelé é o inventor da técnica.

#### Fim da carreira
Em todo o seu período no Santos, de 1957 a 1964, disputou 369 jogos e marcou quatro gols.
Dalmo Gaspar saiu do Santos em agosto de 1964, aos 31 anos, e retornou ao Guarani. Atuou no Bugre até o ano de 1966.
Encerrou a carreira no ano seguinte no Paulista de Jundiaí.

### Técnico
Foi técnico de futebol de alguns clubes do interior do estado de São Paulo.
No ano de 1980, levou o Catanduvense à final do Campeonato Paulista da Segunda Divisão e conquistou o vice-campeonato ao ser derrotado pelo São José.
Em 1981, foi técnico do Santo André na disputa da Segunda Divisão. O clube da Grande São Paulo chegou, sob seu comando, a decisão do Paulista ao conquistar o título do primeiro turno do campeonato. Depois ele foi substituído por Sebastião Lapolla, que comandou o clube andreense até o título da competição.
Em 1982, dirigiu o Anapolina.
Em 1983, treinou o Sãocarlense, no Campeonato Paulista da Segunda Divisão, onde teve uma rápida passagem.
Já em 1985 foi contratado pelo Taubaté para ser técnico da equipe na Segunda Divisão após rebaixamento, no ano anterior, do Divisão Especial do Campeonato Paulista. Mas Dalmo, após três partidas no comando da equipe, pediu demissão após derrota para o São José no Clássico do Vale.

### Outras funções
Trabalhou na Prefeitura de Jundiaí como administrador do Centro Esportivo Antônio Ovídeo Bueno e como professor nas escolinhas de iniciação de futebol. Se aposentou como funcionário público, após anos de trabalho na Prefeitura.
Dalmo também foi comentarista esportivo da Rádio Cidade Jundiaí - AM 730, na equipe comandada por Milton Leite e que tinha os repórteres Eduardo Augusto e Samuel do Lago.

## Falecimento
Em março de 2014, passou a sofrer de mal de Alzheimer. Para custear o tratamento, a família cogitou vender a medalha entregue aos jogadores campeões do mundo em 1963.
Dalmo morreu aos 82 anos em um hospital de Jundiaí, onde estava internado. A causa da morte foi uma infecção bacteriana no sangue.

## Títulos

### Santos
- Copa Intercontinental: 1962 e 1963
- Taça Libertadores: 1962 e 1963
- Campeonato Brasileiro: 1961, 1964
- Campeonato Paulista: 1958, 1960, 1961, 1962, 1964
- Torneio Rio-São Paulo: 1959, 1963[26][27]
- Torneio Pentagonal da Cidade do México: 1959
- Torneio Triangular de Valência: 1959
- Troféu Teresa Herrera: 1959
- Torneio Cidade de Paris: 1960 e 1961
- Torneio Gialorosso: 1960
- Torneio da Costa Rica: 1961
- Torneio Pentagonal de Guadalajara: 1961
- Torneio Itália: 1961